# Cassie Howarth
Cassie Howarth es una actriz australiana, más conocida por haber interpretado a Hannah Wilson en la serie Home and Away.

## Biografía
Cassie tiene dos hermanos mayores.
Estudió en la Universidad de Sídney.

## Carrera
En 2011 se unió al elenco de la serie TV You Control: Bar Karma, donde interpretó a Dayna. El 29 de agosto de 2013, se unió al elenco de la popular serie australiana Home and Away, donde interpretó a la enfermera Hannah Wilson hasta el 5 de mayo de 2016. Ese mismo año apareció en la serie TV You Control: Bar Karma, donde interpretó a Dayna.

## Filmografía

### Series de televisión
| Año         | Serie                     | Personaje     | Notas                     |
| ----------- | ------------------------- | ------------- | ------------------------- |
| 2013 - 2016 | Home and Away             | Hannah Wilson | 250 episodios             |
| 2013        | Packed to the Rafters     | Dee           | episodio "Head vs. Heart" |
| 2011        | TV You Control: Bar Karma | Dayna         | 12 episodios              |

### Películas
| Año  | Título        | Personaje | Notas                                                                                        |
| ---- | ------------- | --------- | -------------------------------------------------------------------------------------------- |
| 2013 | Pink Balloons | Joven     | corto - junto a Nicholas Brown y Emily Weare                                                 |
| 2013 | La Boite Noir | Izzy      | corto - junto a George Riddle, Alix Elias, David Anzuelo, Janet Miranda y Klavdia Ramnareine |
| 2011 | Highrise      | Kate      | corto - junto a Peter O'Leary, Neal Bledsoe y Cidele Curo                                    |
| 2010 | Deranged High | Marissa   | junto a Nico Sarelli, Johnny Solo y Michael Pantozzi                                         |
| 2010 | Deathclock    | Jasmine   | corto - junto a Leonidas Gulaptis, Elvis Leissos y Andrew Steel                              |